# Tyngdlyftning vid olympiska sommarspelen 1896
Vid olympiska sommarspelen 1896 i Aten avgjordes två grenar i tyngdlyftning. Tävlingarna hölls den 7 april på Panathinaikostadion. Antalet deltagare var sju stycken från fem länder.

## Medaljfördelning
| Medaljfördelning |                |      |        |       |        |
| Placering        | Nation         | Guld | Silver | Brons | Totalt |
| 1                | Danmark        | 1    | 1      | 0     | 2      |
| 1                | Storbritannien | 1    | 1      | 0     | 2      |
| 3                | Grekland       | 0    | 0      | 2     | 2      |

## Medaljörer

### Herrar
| Gren                    | Guld                               | Silver                             | Brons                              |
| Enarmslyft Detaljer...  | Launceston Elliot · Storbritannien | Viggo Jensen · Danmark             | Alexandros Nikolopoulos · Grekland |
| Tvåarmslyft Detaljer... | Viggo Jensen · Danmark             | Launceston Elliot · Storbritannien | Sotirios Versis · Grekland         |

## Deltagande nationer
Totalt deltog sju tynglyftare från fem länder vid de olympiska spelen 1896 i Aten.
| - Danmark (1) - Grekland (3) - Storbritannien (1) - Tyskland (1) - Ungern (1) |